# San Daniele del Friuli
San Daniele del Friuli este o comună din provincia Udine, regiunea Friuli-Veneția Giulia, Italia, cu o populație de 7.914 locuitori (1 ianuarie 2023) și o suprafață de 34,78 km².

## Demografie
San Daniele del Friuli - evoluția demografică

|  | Graficele sunt indisponibile din cauza unor probleme tehnice. Mai multe informații se găsesc la Phabricator și la wiki-ul MediaWiki. |

Date: Recensăminte sau birourile de statistică - grafică realizată de Wikipedia

## Personalități născute aici
- Lodovica Comello (n. 1990), actriță, cântăreață.